# Аланд (острів)

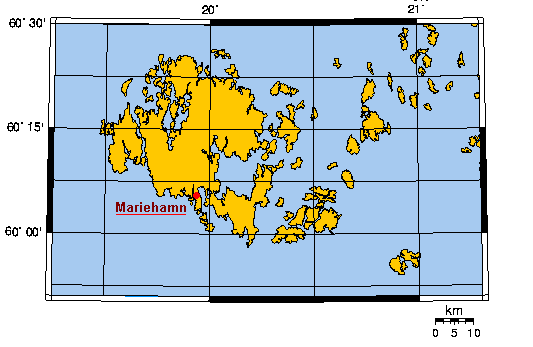
Аландські острови, Фінляндія

Аланд (швед. Fasta Åland, фін. Ahvenanmanner) — найбільший і найгустонаселеніший острів архіпелагу Аландські острови, що належить Фінляндії і знаходиться в Балтійському морі. На острові розташовується столиця автономного регіону Аландські острови Марієгамн, в якій проживає близько 90 % населення Аланда (11 186 чоловік за даними на 2011 рік). Площа Аланда становить 685 км². Є третім за площею островом у Фінляндії і п'ятдесят другим у всій Європі. Протяжність Аланда з півночі на південь складає приблизно 50 км, зі сходу на захід — 45 км. Найвища точка — пагорб Оррдальсклінт (129 м).
Всередині острова розташована затока Лумпарн, площею приблизно 80 км².